# 新平公主 (北魏)
新平公主（?—?），中国南北朝北魏公主。
新平公主嫁给了穆罴，穆罴是穆平国之子，尚新平长公主，拜驸马都尉。穆平国是城阳公主的驸马，穆亮的哥哥穆伏干是濟北公主的驸马，弟弟穆亮是中山公主的驸马。

## 传记资料
- 《魏书·卷二十七·列传第十五》
- 《册府元龟 卷三百 外戚部·总序》
- 《北史·卷二十·列传第八》